# Трифоново
Трѝфоново е село в Северозападна България. То се намира в община Монтана, област Монтана.

## География и климат
Трифоново се намира на 8 км изток-югоизточно от град Монтана, по поречието на река Шугавица, на надморска височина от 164 метра, в малка котловина. Част от Западния Предбалкан.